# San Marcos de Sierra
San Marcos de Sierra är en kommun i Honduras.   Den ligger i departementet Departamento de Intibucá, i den sydvästra delen av landet, 110 km väster om huvudstaden Tegucigalpa. Antalet invånare är 6 477.